# Ludvika (gemeente)
Ludvika is een Zweedse gemeente in Dalarna. De gemeente behoort tot de provincie Dalarnas län. Ze heeft een totale oppervlakte van 1657,0 km² en telde 25.782 inwoners in 2004.
De gemeente Ludvika is befaamd vanwege haar ligging in Dalarna, de provincie die zich al sinds de 17e eeuw bezighield met zware techniek en mijnbouw. Er zijn nog relicten van oude ijzermijnen in het rotsachtige landschap te vinden.
Ook de folklore uit Dalarna wordt in ere gehouden, met traditionele muziek en kostuums.

## Plaatsen

### Tätorter
| - Ludvika (stad) - Grängesberg - Sörvik - Fredriksberg - Nyhammar - Saxdalen | - Sunnansjö - Blötberget - Håksberg - Gonäs - Grangärde - Persbo |

### Småorter
| - Saxhyttan (Ludvika) - Norrbo - Skeppmora - Klenshyttan | - Dröverken en Myrbacken - Järnsta - Burens - Ickorrbotten |

Älvdalen · Avesta · Borlänge · Falun · Gagnef · Hedemora · Leksand · Ludvika · Malung-Sälen · Mora · Orsa · Rättvik · Säter · Smedjebacken · Vansbro